# Tunera
Tunere su promatračnice s ljestvama, podizane zbog jedne od najznačajnijih aktivnosti kvarnerskih ribara, tunolova. Na tom je području bilo nekoliko mjesta za lov na tune. Zbog pretežno nepristupačne obale i malog broja uvala činilo se to uglavnom mrežama stajaćicama ″na zabod″, u koje se ribe zapletu. Na mjestima zadržavanja tuna u zaljevu ili mjestu njihova prolaska postavljane su stajaće tunolovke (tunere) s promatračnicom za praćenje kretanja jata. Do nje se uspinjalo strmim ljestvama, koso položenim iznad mora. Nalazile su se na Preluku, u Bakarskome zaljevu, u Kraljevici, u brojnim mjestima na otoku Krku i drugdje. 
Tunolov na Preluku spominje se već 1438. godine, kada riječka vlast dopušta ribarima s područja Rijeke i Kastva da tamo postave tunolovke. Sredinom 17. stoljeća riječki jezuiti imaju pravo tunolova na Preluku, kada su vjerojatno postavljene tri promatračnice s ljestvama. Vlasnici mnogih tunolovki na Kvarneru, uključujući neke u Bakru, bili su u 16. i 17. stoljeću knezovi Zrinski i Frankopani. U početku su more eksploatirali njihovi ribari, a kasnije su ga davali u zakup koji im je donosio prihod veći od mlinarenja, vinarstva ili drugog ribolova. Danas su sačuvani ostatci i obnovljene dvije promatračnice s ljestvama kod Bakarca.

## Vanjske poveznice
|  | Zajednički poslužitelj ima još gradiva o temi Tunera |